# 西伍斯特郡 (英國國會選區)

選區在伍斯特郡的位置

西伍斯特郡（英語：West Worcestershire），英國國會一郡選區，位於伍斯特郡西部，包括莫爾文希爾斯全部，以及威奇文西南部、共五個地方選區。
創設於1832年，1885年被撤銷前應選兩席。自1997年恢復以來一直支持保守黨。2010年大選中，海麗特·鮑德溫以50.4%選票在該區首次當初，接替邁克爾·斯派瑟。